# Leia kaszabi
Leia kaszabi är en tvåvingeart som beskrevs av Lastovka och Loïc Matile 1974. Leia kaszabi ingår i släktet Leia och familjen svampmyggor. Inga underarter finns listade i Catalogue of Life.